# Остин (город, Миннесота)
Остин (англ. Austin) — город в округе Моуэр, штат Миннесота, США. На площади 28,1 км² (27,8 км² — суша, 0,23 км² — вода), согласно переписи 2000 года, проживают 23 314 человек. Плотность населения составляет 837,2 чел./км².
- Телефонный код города — 507
- Почтовый индекс — 55912
- FIPS-код города — 27-02908[1]
- GNIS-идентификатор — 0639531[2]

## Известные люди
- Пол Майкл Стефани (8 сентября 1944 – 12 июня 1998), американский серийный убийца, также известный как Убийца с плаксивым голосом. Родился в Остине.